# Koszmosz–118
A Koszmosz–118 (oroszul: Космос 118) a szovjet Koszmosz műhold-sorozat tagja. Meteorológiai műhold.

## Küldetés
Műszerezettségének segítségével – folyamatos katonai és polgári adatgyűjtés a Föld légkörének változásairól, alakulásáról. A Föld mágneses erőterét kutató és meteorológiai méréseket végző mesterséges hold. Feladata a felhőzet, a hóréteg és a jégmezők eloszlásának vizsgálata, a földfelület és a felső felhőrétegek hőmérsékletének, a Föld és az atmoszféra hőegyensúlyára jellemző adatok mérése. Az űregységgel megkezdődött a Metyeor-rendszer kísérleti kiépítése.

## Jellemzői
A VNII EM (oroszul: Всесоюзный научно-исследовательский институт электромеханики (ВНИИ ЭМ) филиал) tervezte, építette. Üzemeltetője a moszkvai (Госкомитет СССР по гидрометеорологии) intézet.
1966. június 25-én a Bajkonuri űrrepülőtér indítóállomásról egy Vosztok–2M (8А92M) típusú hordozórakétával juttatták Föld körüli pályára. A 97,1 perces, 65 fokos hajlásszögű, elliptikus pálya elemei: perigeuma 586 kilométer, apogeuma 653 kilométer volt. Az űreszköz helioszinkron poláris pályán mozgott. Hasznos tömege 4730 kilogramm. Áramforrása kémiai, illetve a felületét burkoló napelemek energiahasznosításának kombinációja (kémiai akkumulátorok, napelemes energiaellátás – földárnyékban puffer-akkumulátorokkal). Földre orientált, stabilitását giroszkóp biztosította. Felépítése hengeres, átmérője 1,4 méter, magassága 5 méter, két napelemtáblája 10 méterre kinyúló.
A Koszmosz–100 programját folytatta. Televíziós képek készültek a Föld nappali, és infravörös felvételek az éjszakai oldaláról. A felvételeket földi kiértékelőkhöz továbbították. Mérte a Föld különböző részein eltérő hőfelvételt és hőveszteséget, vizsgálta a viharok kialakulási helyét, erejét és vonulását. Rádiómódszerekkel mérte a légkör elektromos kisüléseit, a villámlások helyét, erősségét.
A nyolcadik kísérleti meteorológiai műhold. A hatodik, amit a bajkonuri űrrepülőtérről indítottak. A negyedik olyan prototípus, amelyik alapján véglegesen kialakították az időjárási műholdak rendszerét. Irányítható antennája 90 MHz-en működött. Tesztelte a rendszer elemeit, a felhőfelvételeket készítő kamera képfelbontási és jeltovábbítási rendszerét, folyamatosan üzemben tartva a földi vevőállomások rendszereit.
1972 júliusában befejezte működését. A légkör fékező hatására 1988. november 23-án belépett a légkörbe és megsemmisült.